# Hans Böblinger der Jüngere
Hans Böblinger der Jüngere (* unbekannt; † nach 1510 in Straßburg) war ein schwäbischer Baumeister und Steinmetz. Er war der Sohn von Matthäus Böblinger, der zu dem schwäbischen Baumeistergeschlecht der Böblinger gehört.

Hans Böblinger hinterließ eine Zeichnung von 1501 an der Dombauhütte in Wien, die die von seinem Vater begonnene Spitalkirche in Esslingen am Neckar zeigt, die 1481 begonnen wurde. Sie existiert heute nicht mehr, da sie abgetragen wurde. Erhalten geblieben ist von seinen Arbeiten lediglich das Sakramentshäuschen von 1510 in der Stadtkirche St. Blasius in Bopfingen.